# 中華民國開國紀念日
中華民國開國紀念日是紀念1912年1月1日中華民國建國（孫中山就職中華民國臨時大總統），與紀念武昌起義（1911年10月10日）的中華民國國慶日不同。

## 公眾假期
屬中華民國公眾假期，自1954年《紀念日與節日實施辦法》訂定之時即開始實施。2025年5月28日制定《紀念日及節日實施條例》總統令公布實施。